# Dolichopeza atropos
Dolichopeza atropos är en tvåvingeart som först beskrevs av Hudson 1895.  Dolichopeza atropos ingår i släktet Dolichopeza och familjen storharkrankar. Inga underarter finns listade i Catalogue of Life.